# Behind the Door

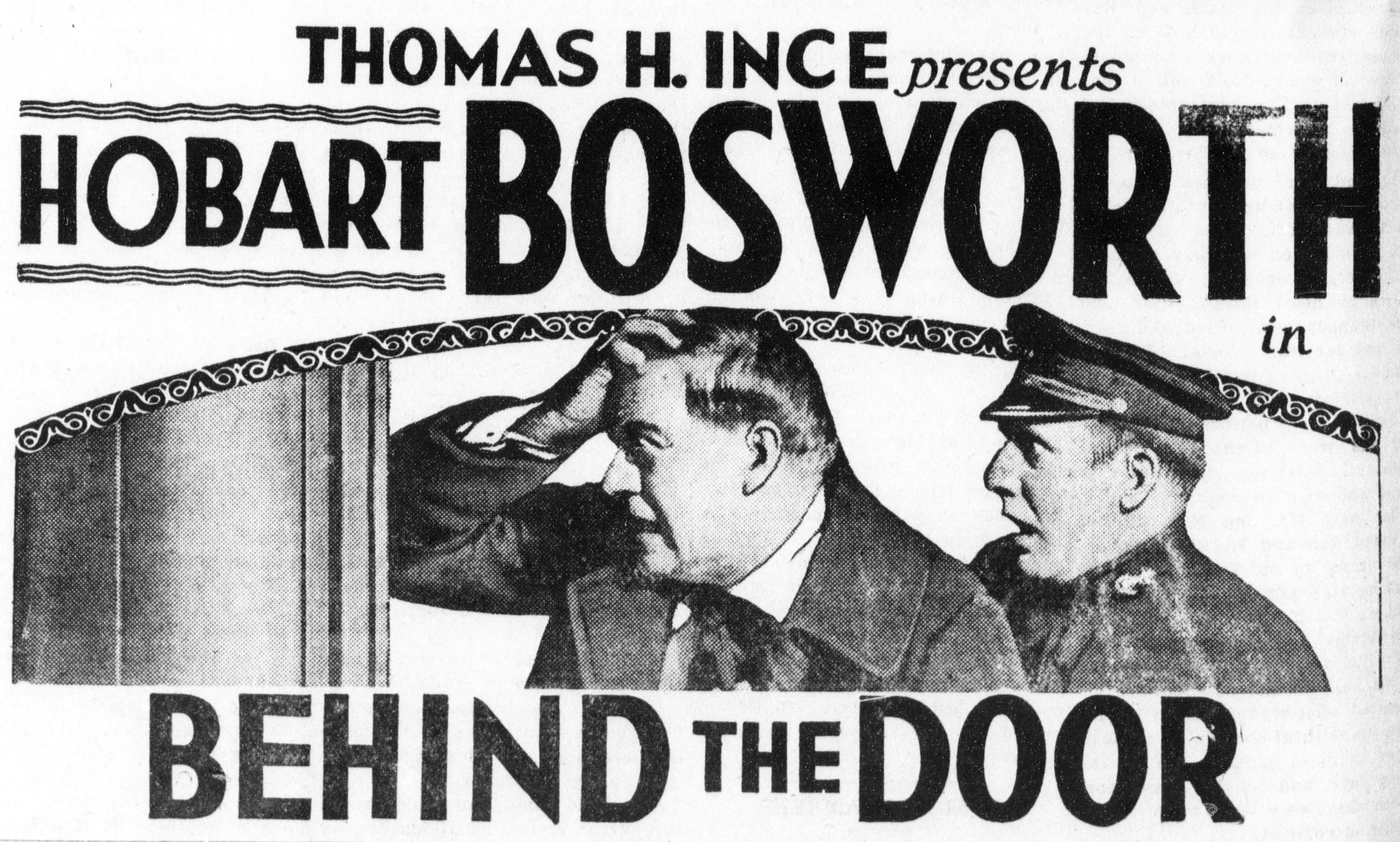
Behindthedoor-1920-newspaperad

Behind the Door é um filme mudo produzido nos Estados Unidos, dirigido por Irvin Willat e lançado em 1919.